# Léze
Léze (latinsky: laesio) znamená poranění, poškození, případně i urážku.

## Lékařství
V lékařství znamená léze poranění (trauma) či poškození tkáně nebo orgánu, pokud pochází z vnější příčiny, například z úrazu.
Kožní léze jsou označení pro různé formy kožních onemocnění jako puchýře, vředy a podobně.
Ve starověkém lékařství se hovořilo i o functio laesa, poškození nějaké funkce.

## Právo
V právu znamená laesio poškození, například při velmi nevýhodné koupi nemovité věci (viz laesio enormis). Dříve se užíval pojem laesio majestatis, urážka majestátu. I dnes se někdy užívá jako metafora nebo ironicky.